# Thomas Hager
Pour les articles homonymes, voir Hager.
Thomas Hager, né le 18 avril 1953 est un écrivain américain spécialisé en vulgarisation scientifique. 

## Biographie
En 2008, il avait rédigé six livres sur la santé et la science, ainsi que plus de 100 articles dans différents magazines scientifiques et professionnels.